# Marc Sarreau
Marc Sarreau (ur. 10 czerwca 1993 w Vierzon) – francuski kolarz szosowy, początkowo uprawiający również kolarstwo torowe.

## Osiągnięcia

### Kolarstwo szosowe
Opracowano na podstawie:

2014
- 3. miejsce w Ster ZLM Toer

2015
- 1. miejsce na 3. etapie Tour du Poitou-Charentes

2016
- 1. miejsce na 1. etapie La Méditerranéenne (jazda drużynowa na czas)

2017
- 1. miejsce na 5. etapie Tour du Poitou-Charentes
- 2. miejsce w Grand Prix de Fourmies
- 2. miejsce w Paryż-Bourges

2018
- 1. miejsce w klasyfikacji punktowej Étoile de Bessèges
  - 1. miejsce na 1. i 3. etapie
- 1. miejsce w La Roue Tourangelle
- 1. miejsce w klasyfikacji punktowej Circuit de la Sarthe
  - 1. miejsce na 2. etapie
- 1. miejsce na 1. etapie Quatre Jours de Dunkerque

2019
- 1. miejsce na 3. etapie Étoile de Bessèges
- 2. miejsce w Grand Prix de Denain
- 2. miejsce w Classic Loire Atlantique
- 1. miejsce w Cholet-Pays de la Loire
- 1. miejsce w Route Adélie de Vitré
- 3. miejsce w La Roue Tourangelle
- 1. miejsce w klasyfikacji punktowej Tour de Pologne
- 1. miejsce w Tour de Vendée
- 1. miejsce w Paryż-Bourges

2020
- 2. miejsce na 1. etapie Tour de Pologne

2021
- 2. miejsce w La Roue Tourangelle
- 2. miejsce w Circuit de Wallonie

2022
- 1. miejsce w Cholet-Pays de la Loire
- 1. miejsce w klasyfikacji punktowej Tour Poitou-Charentes en Nouvelle-Aquitaine
  - 1. miejsce na 1., 2. i 3. etapie
- 2. miejsce w Grand Prix d’Isbergues

2023
- 1. miejsce na 4. etapie Tour Poitou-Charentes en Nouvelle-Aquitaine

### Kolarstwo torowe
Opracowano na podstawie:
2010
- 3. miejsce w mistrzostwach Europy juniorów (wyścig drużynowy na dochodzenie)

2011
- 3. miejsce w mistrzostwach Europy juniorów (wyścig drużynowy na dochodzenie)
- 2. miejsce w mistrzostwach Europy juniorów (scratch)

## Rankingi

### Kolarstwo szosowe
| Rok             | 2011 | 2012 | 2013 | 2014 | 2015 | 2016 | 2017 | 2018 | 2019 | 2020 | 2021 | 2022 | 2023 | 2024  |
| --------------- | ---- | ---- | ---- | ---- | ---- | ---- | ---- | ---- | ---- | ---- | ---- | ---- | ---- | ----- |
| UCI World Tour  |      |      |      |      | -    | -    | -    | 299. |      |      |      |      |      |       |
| World Ranking   |      |      |      |      |      | 412. | 203. | 225. | 75.  | 466. | 212. | 146. | 543. | 1012. |
| UCI Europe Tour | 360. | 544. | 972. | 302. |      | 217. | 79.  | 107. | 62.  | 383. | 183. | 123. | -    | -     |
|                 |      |      |      |      |      |      |      |      |      |      |      |      |      |       |
| Źródło: UCI     |      |      |      |      |      |      |      |      |      |      |      |      |      |       |